# شهرک گداپ
گداپ تاون (به انگلیسی: Gadap Town) یک منطقهٔ مسکونی در پاکستان است که در کراچی واقع شده‌است. گداپ تاون ۲۸۹٬۵۶۴ نفر جمعیت دارد.